# Dajr Aban
Dajr Aban (arab. دير آبان) – nieistniejąca już arabska wieś, która była położona w Dystrykcie Jerozolimy w Mandacie Palestyny. Wieś została wyludniona i zniszczona podczas I wojny izraelsko arabskiej (al-Nakba), po ataku Sił Obronnych Izraela w dniu 20 października 1948.

## Położenie
Dajr Aban leżała wśród wzgórz Judei, w odległości 21 kilometrów na zachód od miasta Jerozolima. Według danych z 1945 do wsi należały ziemie o powierzchni 2 273,4 ha. We wsi mieszkało wówczas 2 100 osób.
| własność gruntów | powierzchnia gruntów (hektary) |
| ---------------- | ------------------------------ |
| Arabowie         | 2157,8                         |
| Żydzi            | 37,6                           |
| publiczne        | 78                             |
| Razem            | 2 273,4                        |

| Rodzaj użytkowanych gruntów | Arabowie (hektary) | Żydzi (hektary) |
| --------------------------- | ------------------ | --------------- |
| uprawy oliwek               | 53                 | 0               |
| uprawy nawadniane           | 158                | 16,2            |
| uprawy zbóż                 | 1 492,5            | 1,9             |
| nieużytki                   | 579,9              | 19,5            |
| zabudowane                  | 5,1                | 0               |

## Historia
W 1596 Dajr Aban była dużą wsią, z populacją liczącą 23 gospodarstwa muzułmańskie i 23 chrześcijańskie (ogółem 127 mieszkańców). Utrzymywali się oni z upraw pszenicy, jęczmienia, oliwek oraz hodowli kóz i uli.
W okresie panowania Brytyjczyków Dajr Aban była dużą wsią. Wieś posiadała własny meczet i wodociąg.
Podczas I wojny izraelsko-arabskiej w drugiej połowie maja 1948 wieś zajęły egipskie oddziały. Na samym początku operacji Ha-Har w nocy z 19 na 20 października 1948 wieś zajęli Izraelczycy. Mieszkańcy zostali wysiedleni, a wszystkie domy wyburzono.

## Miejsce obecnie
Na gruntach wioski Dajr Aban powstały w 1950 moszawy Machseja i Zanoach, oraz miasto Bet Szemesz.
Palestyński historyk Walid Chalidi, tak opisał pozostałości wioski Dajr Aban: „W terenie pozostają zwały gruzu kamiennego, żelazne krokwie oraz pozostałości stojących ścian. W północnej części znajduje się jaskinia z bramą zwieńczoną łukiem”.